# Beroidae
Beroidae là một họ trong bộ Beroida thuộc ngành Sứa lược. Gồm ba chi là Beroe, Neis và Idyia. Loài thuộc họ Beroidae được tìm thấy trong tất cả đại dương và biển. Và chúng bơi tự do tạo thành một phần của sinh vật phù du. Beroida

## Giải phẫu học
Neis cordigera là một trong những loài lớn nhất trong lớp Nuda, thường có chiều dài vượt quá 30 cm (12 inch).

## Phân loại
Có khoảng 25 loài trong họ Beroidae, được chia thành hai chi. Họ và bộ được đặt tên vào năm 1825 hoặc 1829 bởi nhà tự nhiên học người Đức Johann Friedrich Eschscholtz.

### ChiBeroe
Theo World Register of Marine Species chi Beroe được chia thành các loài sau đây:
- Beroe abyssicola Mortensen, 1927
- Beroe australis Agassiz & Mayer, 1899
- Beroe baffini Kramp, 1942
- Beroe basteri Lesson, 1830
- Beroe campana Komai, 1918
- Beroe compacta Moser, 1909
- Beroe constricta Chamisso & Eysenhardt, 1821
- Beroe cucumis Fabricius, 1780
- Beroe culcullus Martens, 1829
- Beroe cyathina A. Agassiz, 1860
- Beroe flemingii (Eschscholtz, 1829)
- Beroe forskalii Milne Edwards, 1841
- Beroe gilva Eschscholtz, 1829
- Beroe gracilis Künne, 1939
- Beroe hyalina Moser, 1907
- Beroe macrostoma Péron & Lesueur, 1808
- Beroe mitraeformis Lesson, 1830
- Beroe mitrata (Moser, 1907)
- Beroe ovale Bosc, 1802
- Beroe ovata Bruguière, 1789
- Beroe pandorina (Moser, 1903)
- Beroe penicillata (Mertens, 1833)
- Beroe ramosa Komai, 1921
- Beroe roseus Quoy & Gaimard, 1824
- Beroe rufescens (Eschscholtz, 1829)